# تشارلز ويليام توماس فولتون
تشارلز ويليام توماس فولتون (بالإنجليزية: Charles William Thomas Fulton)‏ هو مهندس معماري أسترالي، ولد في 1906، وتوفي في 1988.